# Dresdner Neueste Nachrichten
Dresdner Neueste Nachrichten (DNN) est un journal hebdomadaire régional allemand dont la zone de diffusion est la ville de Dresde et ses environs. C'est le troisième plus grand journal de la région après le Sächsische Zeitung et le Dresdner Morgenpost.

## Histoire
En 1893, un journal au même titre a été créé. La parution de ce quotidien a cessé en 1943.